# USS Charleston (C-2)
USS Charleston (C-2) byla chráněný křižník námořnictva Spojených států amerických. Ve službě byl v letech 1889–1898. Byl ztracen najetím na mělčinu.

## Stavba

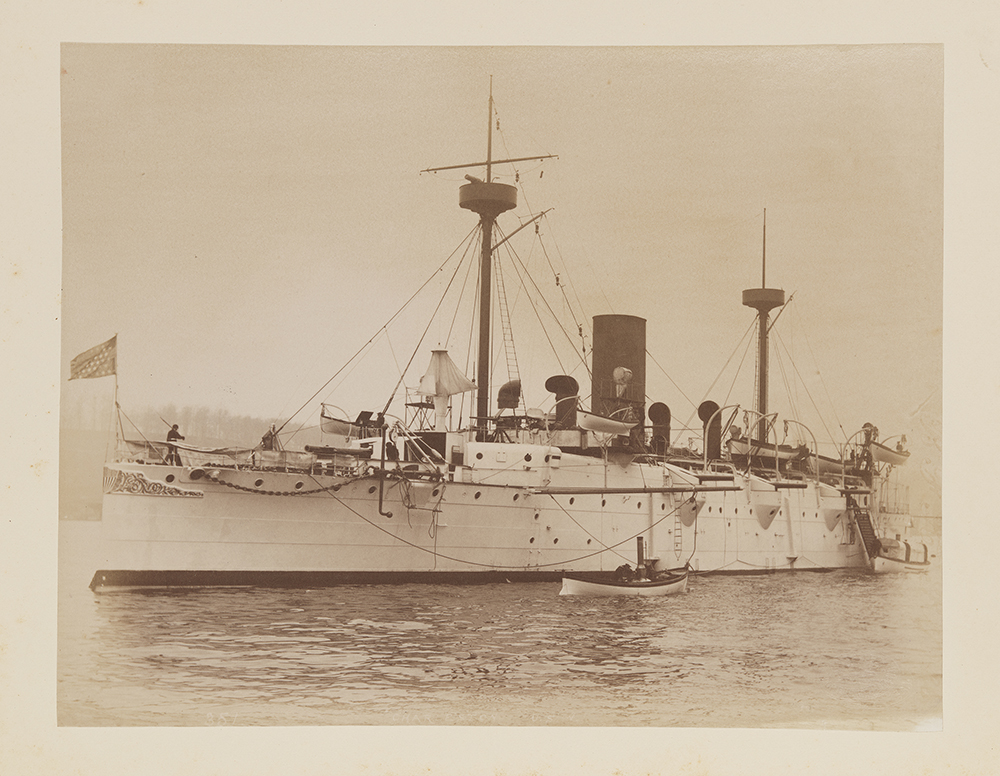
USS Charleston

Křižník postavila americká loděnice Union Iron Works v San Francisku podle projektu britské loděnice Armstrong Whitworth. Kýl byl založen 20. ledna 1887, na vodu byla loď spuštěna 19. července 1888 a do služby byla přijata 26. prosince 1889.

## Konstrukce

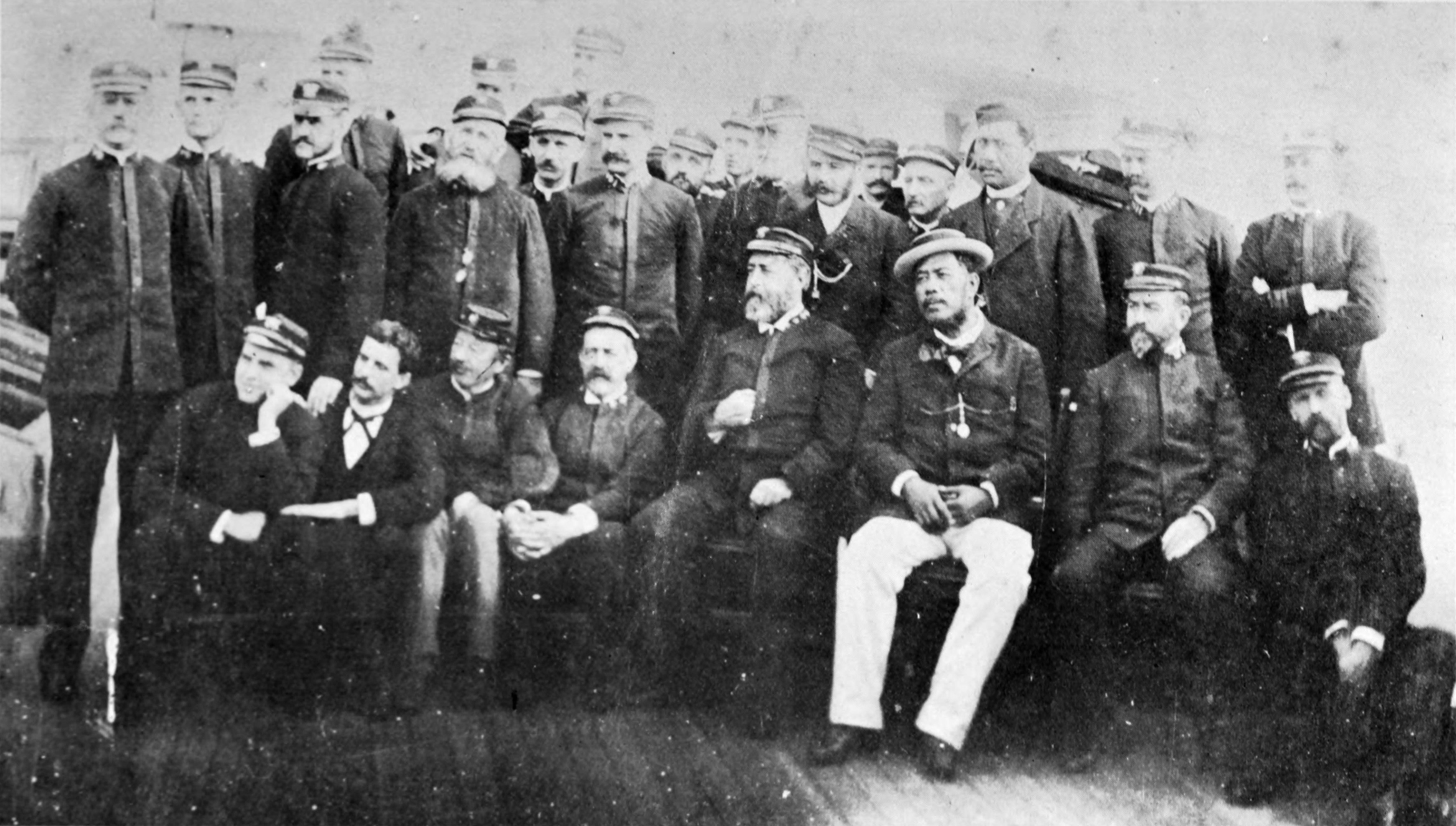
Král Kalākaua (ve světlých kalhotách) na palubě křižníku Charleston během plavby do San Francisca

Výzbroj tvořily dva 203mm kanóny, šest 152mm kanónů, čtyři 57mm kanóny, dva 47mm kanóny a dva 37mm kanóny. Pohonný systém tvořily čtyři kotle a dva parní stroje o výkonu 7500 hp, pohánějící dva lodní šrouby. Nejvyšší rychlost dosahovala 18 uzlů.

## Služba
Roku 1890 Charleston převezl do San Francisca havajského krále Kalākaua. Ten během pobytu v USA zemřel a křižník následně převezl jeho ostatky zpět do Honolulu. Za španělsko-americké války roku 1898 se křižník podílel na obsazení ostrova Guam a poté se podílel na dobytí Manily. Na Filipínách operoval také roku 1899. Dne 2. listopadu 1899 najel jižně od Luzonu na nezmapovaný útes a byl opuštěn.